# 哈查卡瓦山
19°17′13″S 66°1′24″W / 19.28694°S 66.02333°W
哈查卡瓦山（Jach'a Q'awa），是玻利維亞的山峰，位於該國西南部波托西省的托馬斯弗里亞斯省，處於皮科馬約河以北、帕里查塔山西北面，屬於安第斯山脈的一部分，海拔高度4,718米。